# SMS Admiral Spaun
«Адмирал Шпаун» (нем. SMS Admiral Spaun) — первый крейсер-скаут или лёгкий крейсер ВМС Австро-Венгрии и первый крупный боевой корабль Австро-Венгерского флота, оснащённый паротурбинной энергетической установкой. На момент своего появления был одним из наиболее совершенных малых крейсеров в мире.

## Проектирование, строительство и особенности конструкции
После восьмилетнего перерыва Императорские и Королевские ВМС вернулись к проектированию и строительству боевых кораблей класса крейсеров, когда 1 мая 1906 года Морскому Техническому Комитету была поручена разработка проекта 3500-тонного крейсера. Новый корабль должен был быть быстроходнее аналогичных кораблей других стран (британские крейсера типа «Эдвенчер», американские типа «Честер» и германские типа «Эмден») и иметь более надёжную броневую защиту. Таким образом, состав вооружения будущего крейсера приносился в жертву в пользу двух вышеозвученных параметров. По своему техническому заданию корабль был типичным представителем класса крейсеров-скаутов, способных участвовать в набеговых операциях по нарушению морских коммуникаций противника, а в сражениях с надводными кораблями противника иметь преимущество благодаря своей высокой скорости.
Крейсер-скаут (быстроходный крейсер — Rapidkreuzer по австро-венгерской классификации) «Адмирал Шпаун» стал первым крупным боевым кораблем ВМС Австро-Венгрии, оснащённым паротурбинной силовой установкой. Корабль был четырёхвальным, при этом из 6 турбин 2 работали на два внутренних винта и предназначались для экономического хода. Энергетическая установка крейсера во многом была экспериментальной, часто давая сбои и отличаясь невысокой надёжностью.
Закладка киля лёгкого крейсера «Адмирал Шпаун» состоялась 30 мая 1908 года на военно-морской верфи в Поле. 30 октября 1909 года корабль был спущен на воду, а 15 ноября 1910 вошёл в состав флота.
Крейсер получил своё имя в честь адмирала Германа фон Спауна, главнокомандующего Императорскими и Королевскими ВМС и главы морской секции Военного Министерства Австро-Венгрии на рубеже веков.

## Служба и модернизации
В силу вышеописанных сложностей с эксплуатацией силовой установки, в ходе боевых действий Первой мировой войны «Адмирал Шпаун» не участвовал в крейсерских операциях вместе со своими собратьями — быстроходными крейсерами типа «Новара» и задействовался в менее опасных и рискованных заданиях. В 1917 году планировалось усиление артиллерийского вооружения корабля путём замены 2 100-мм орудий на полубаке на 1 150-мм, но этим планам не суждено было сбыться. После войны, в 1920 году крейсер был передан Великобритании и сразу же продан в Италию для разборки на металл.

## Оценка проекта
| Предшественники лёгких крейсеров |                                         |                                     |                                         |                                        |                                                                 |                                          |
| Характеристики                   | «Тонэ»                                  | «Адмирал Шпаун»                     | «Патфайндер»                            | «Бодицея»                              | «Дрезден»                                                       | «Честер»                                 |
| Год закладки                     | 1905                                    | 1908                                | 1903                                    | 1907                                   | 1906                                                            | 1905                                     |
| Год ввода в строй                | 1910                                    | 1910                                | 1905                                    | 1909                                   | 1908                                                            | 1908                                     |
| Размерения, м (Д×Ш×О)            | 113,8×14,4×5,1                          | 130,6×12,8×5,3                      | 116×11,77×3,96                          | 123,4×12,5×4,3                         | 118×13,4×5,3                                                    | 129×14,3×5,1                             |
| Водоизмещение, т                 | 4900                                    | 3500                                | 2946                                    | 3353                                   | 3664                                                            | 3810                                     |
| Вооружение                       | 2 — 15,2-см, 12 — 12-см, ТА 3×1 — 45-см | 7 — 10-см, 1 — 4,7-см               | 9 — 76,2-мм, 8 — 47-мм, ТА 2×1 — 450-мм | 6 — 102-мм, 4 — 47-мм, ТА 2×1 — 450-мм | 10 — 10,5-см, 8 — 5,2-см, ТА 2×1 — 45-см                        | 2 — 127-мм, 6 — 76,2-мм, ТА 2×1 — 533-мм |
| Бронирование, мм                 | Палуба — 38, скосы — 76, рубка — 102    | Палуба — 20 , пояс — 60, рубка — 50 | Палуба — 16—37, пояс — 51, рубка — 76,2 | Палуба — 25, рубка — 102               | Палуба — 20 — 30,скосы — 50 — 80, щиты орудий — 50, рубка — 100 | Палуба — 25, пояс — 51                   |
| Энергетическая установка, л. с.  | ПМ, 15 000                              | ПТ, 25 130                          | ПМ, 16 500                              | ПТ, 18 000                             | ПТ, 15 000                                                      | ПТ, 16 000                               |
| Дальность плавания, морские мили |                                         | 4200 на 10 узлах                    |                                         |                                        | 3500 на 14 узлах                                                |                                          |
| Проектная скорость, узлов        | 23                                      |                                     | 25                                      | 25                                     | 24                                                              | 24                                       |
| Максимальная скорость, узлов     | 23,368                                  | 27,01                               |                                         |                                        | 25,2                                                            | 26,52                                    |

## Использованная литература и источники
1. ↑  С. А. Балакин ВМС Италии и Австро-Венгрии. Справочник по корабельному составу
2. 1 2 3 4  Conway’s, p. 336
3. ↑  Шпаун, Германн // Энциклопедический словарь Брокгауза и Ефрона : в 86 т. (82 т. и 4 доп.). — СПб., 1890—1907.
4. ↑  Conway's, 1906—1921. — P.236
5. ↑  Conway's, 1906—1921. — P.336
6. ↑  Conway's, 1906—1921. — P.53
7. ↑  Conway's, 1906—1921. — P.52
8. ↑  Gröner. Band 1. — S.133